# Paul Edinger
Pour les articles homonymes, voir Edinger.
(en) Statistiques sur pro-football-reference
Paul E. Edinger IV (né le 17 janvier 1978 à Frankfort) est un joueur américain de football américain.

## Enfance
Edinger fait ses études à la Kathleen Senior High School de Lakeland en Floride. Il joue dans les équipes de football américain ainsi que de football (ou soccer).

## Carrière

### Universitaire
En 1996, il intègre l'équipe de football américain de l'université d'État du Michigan. Il joue comme punter et kicker remplaçant. La saison suivante, il continue d'évoluer comme punter.
En 1998, Edinger adopte le poste de kicker des Spartans et se classe premier à ce poste de la conférence Big Ten, et troisième sur toute la NCAA.
Pour sa dernière saison universitaire, Paul Edinger est un des prétendant au Lou Groza Award, couronnant le meilleur kicker universitaire de la saison. Son tandem avec Craig Jarrett est un des plus performants du pays. Néanmoins, à la fin de la saison, Edinger ne remporte pas la récompense, obtenu par Sebastian Janikowski pour la seconde fois d'affilié. Il est tout de même classé dans le top 10 des meilleurs joueurs à ce poste par différentes organisations.

### Professionnel
Paul Edinger est sélectionné au sixième tour du draft de la NFL de 2000 par les Bears de Chicago, au 174e choix. Dès son arrivée, Edinger se voit confier le poste de titulaire et fait une saison de rookie plutôt moyenne. Sa meilleure saison avec Chicago est la saison 2001 où il affiche un pourcentage de réussite de 83,9 % aux field goals.
La saison 2004 de Edinger est décevante, ne réussissant que 62,5 % de ses tirs. Dès la saison terminée, Edinger est remercié par la franchise des Bears.
Durant la off-season 2005, il signe avec les Vikings du Minnesota. Le 23 octobre 2005, il inscrit un field goal de cinquante-six yards contre les Packers de Green Bay, permettant la victoire de son équipe. Il bat son record personnel ainsi que le record du plus long field goal de l'histoire des Vikings. Ce record sera égalé par Blair Walsh lors de la saison 2012. À la fin de la saison, il est en tête de liste des joueurs non conservés par la franchise du Minnesota.
Lors de la off-season 2006, Edinger cherche désespérément une équipe avec son agent Don Seeholzer. Le 2 août 2006, il fait un essai chez les Packers de Green Bay mais cela ne se révèle pas concluant. En septembre 2006, il est aperçu, toujours dans le cadre d'un essai, chez les Jets de New York. À la fin du mois de novembre 2006, les Raiders d'Oakland convoquent Edinger pour un essai après la blessure de Sebastian Janikowski ; mais là aussi, cet essai reste sans suite.
Le 11 février 2008, Paul Edinger réapparaît mais cette fois-ci en Arena Football League, fédération de football américain en salle. Il signe un contrat de trois ans avec les Rush de Chicago. Néanmoins, son contrat est résilié une semaine plus tard. Il signe un nouveau contrat avec les Rush, le 3 juin 2008, après le départ de Dan Frantz. Avant le début de son second match, il se blesse à l'aine et déclare forfait pour le reste de la saison. Il ne joue qu'un seul match avec les Rush de Chicago.
Le 2 janvier 2010, il revient en AFL, signant avec les Sharks de Jacksonville. Après cette saison 2010, il signe avec les Power de Pittsburgh, le 1er novembre, pour jouer la saison 2011.

## Statistiques
| Année  | Équipe  | MJ     |        | Field goals | Field goals | Field goals | Field goals |         | Extra Points | Extra Points | Extra Points |      | Punt | Punt | Punt |
| Année  | Équipe  | MJ     | Tentés | Réussis     | %           | Long        | Tentés      | Réussis | %            | Tentés       | Yards        | Moy. |      |      |      |
| 2000   | Bears   | 16     | 27     | 21          | 77,8        | 54          | 21          | 21      | 100          |              |              |      |      |      |      |
| 2001   | Bears   | 16     | 31     | 26          | 83,9        | 48          | 34          | 34      | 100          | 1            | 34           | 34   |      |      |      |
| 2002   | Bears   | 16     | 28     | 22          | 78,6        | 53          | 29          | 29      | 100          |              |              |      |      |      |      |
| 2003   | Bears   | 16     | 36     | 26          | 72,2        | 54          | 27          | 27      | 100          |              |              |      |      |      |      |
| 2004   | Bears   | 16     | 24     | 15          | 62,5        | 53          | 22          | 22      | 100          | 2            | 53           | 26,5 |      |      |      |
| 2005   | Vikings | 16     | 34     | 25          | 73,5        | 56          | 31          | 31      | 100          | 2            | 75           | 37,5 |      |      |      |
| Totaux | Totaux  | Totaux | 180    | 135         | 75          | 56          | 164         | 164     | 100          | 5            | 162          | 32,4 |      |      |      |

## Palmarès
- Spartans de l'équipe spéciale de la semaine (MSU Special Teams Player of the Week) à de multiples reprises
- Joueur de l'équipe spéciale de la semaine pour la conférence Big Ten (Big Ten Special Teams Player of the Week) à deux reprises
- Équipe All-American 1998 par la All-American Football Foundation
- Troisième équipe All-American 1998 par The Football News
- Seconde équipe de la conférence Big Ten 1998 par les entraîneurs et journalistes
- Classé #5 du top 10 des meilleurs kickers de la saison 1999 par Lindy’s College Football Annual
- Classé #7 du top 10 des meilleurs kickers de la saison 1999 par Sporting News